# Orla (dopływ Baryczy)
Orla (niem. Horle; Hurle; lub Horla) – rzeka w zachodniej Polsce, największy, prawy dopływ Baryczy o długości 95,1 km i powierzchni dorzecza 1601 km². Płynie na Nizinie Południowowielkopolskiej i w Obniżeniu Milicko-Głogowskim, w województwie dolnośląskim.

## Charakterystyka
Wypływa ze źródła zlokalizowanego na wysokości 155 m n.p.m. w miejscowości Koźminiec na Wysoczyźnie Kaliskiej, następnie płynie przez Kotlinę Żmigrodzką, a do Baryczy uchodzi w 34,6 km jej biegu, na zachód od Wąsosza na wysokości 83 m n.p.m.
Pod względem administracyjnym zlewnia Orli leży na pograniczu województw wielkopolskiego i dolnośląskiego.
Zlewnia Orli to obszary o rolniczym charakterze, gdzie przeważają grunty orne z niewielką ilością terenów zalesionych i zadrzewionych.
Główne dopływy:
- lewe: Czarna Woda, Żydowski Potok, Borownica, Orla Leniwa, Wilczyna;
- prawe: Radęca (Rdęca), Szpatnica (Stara Orla), Dąbroczna (Dąbrocznia), Masłówka.

Ważniejsze miejscowości nad Orlą: Koźmin Wielkopolski, Jutrosin, Korzeńsko, Wąsosz.